# 大屯镇 (鞍山市)
大屯镇，是中华人民共和国辽宁省鞍山市千山区下辖的一个乡镇级行政单位。

## 行政区划
大屯镇下辖以下地区：
林家社区、河东社区、孟家社区、大屯社区、新兴社区、大顶山社区、富兴社区、英不落村、东房身村、石牌路村、腰屯村、东白石村、西白石村、南白石村、陈家沟村、驸马营村、杨家洼村、祥家村和罗家村。